# Jacquiniella globosa
Jacquiniella globosa är en orkidéart som först beskrevs av Nikolaus Joseph von Jacquin, och fick sitt nu gällande namn av Rudolf Schlechter. Jacquiniella globosa ingår i släktet Jacquiniella och familjen orkidéer. Inga underarter finns listade i Catalogue of Life.

## Bildgalleri

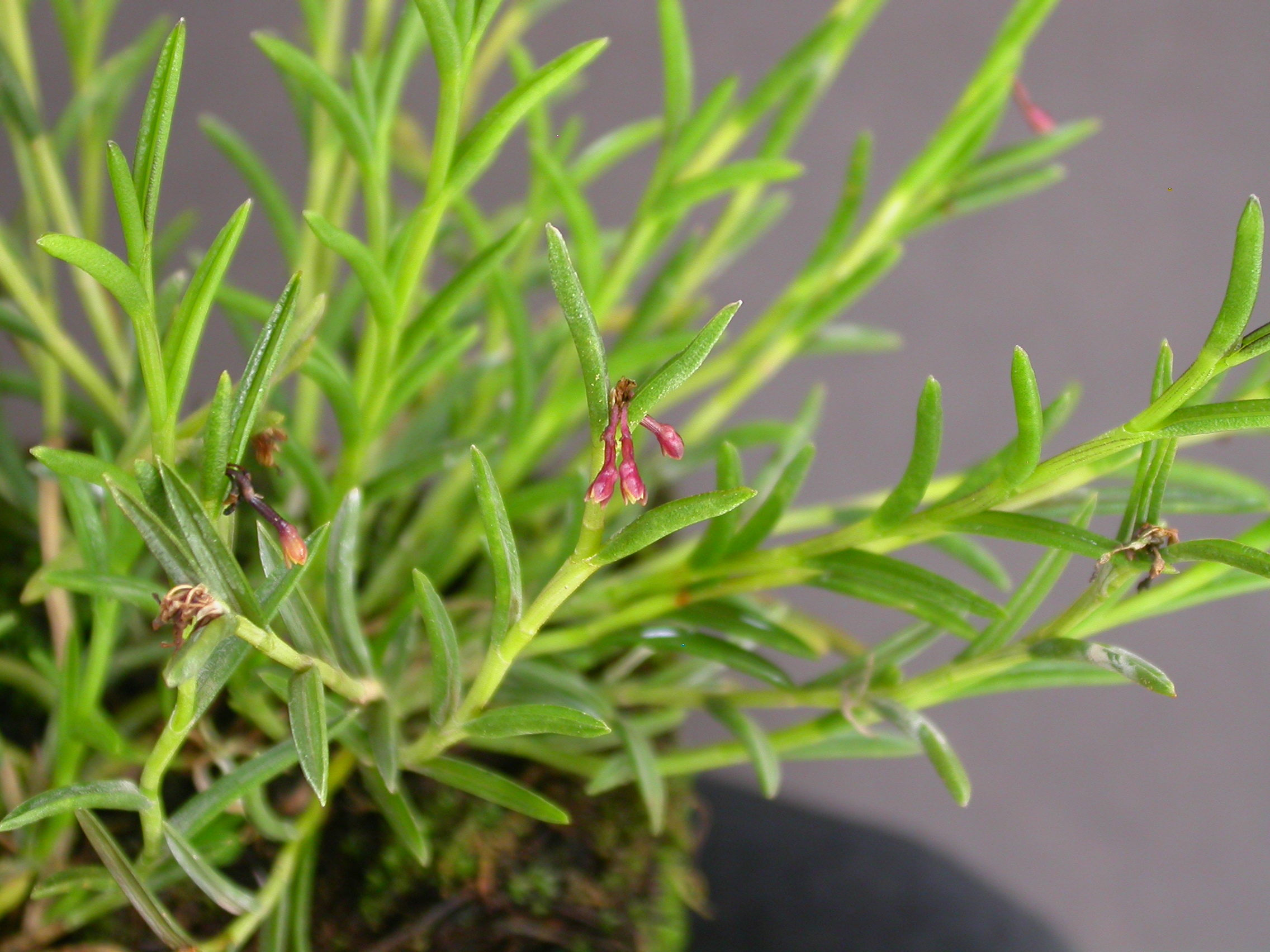